# Ulúa
Ulúa je řeka v severozápadní části Hondurasu. Pramení v departementu Intibucá a dále protéká severním směrem přes departementy Santa Bárbara, Cortés, Yoro a Atlántida. Vlévá se do Honduraského zálivu.
V jejím povodí leží největší honduraské přírodní jezero Yojoa a největší přehrada v zemi El Cajón. Řeka ve svém dolním toku protéká údolím Valle de Sula, ve kterém leží město San Pedro Sula, v jehož metropolitní oblasti žije na 1 600 000 lidí a vytvoří se zde více než polovina veškerého honduraského HDP.